# Vodní nádrž Hlubocká Pila
Vodní nádrž Hlubocká Pila je hypotetická přehradní nádrž v Karlovarském kraji, jejíž lokalita patří mezi území chráněná pro akumulaci povrchových vod. Kromě řeky Liboc by ji napájela také řada přítoků, mezi nimi Kozlovský a Dolinský potok. Hráz by se nacházela v lokalitě Hlubocká pila a celá přehrada by se rozkládala pod Trmovským vrchem ve Vojenském újezdu Hradiště. Nádrž by zasahovala do EVL Hradiště.
Vodní nádrž by sloužila jako rezervní zdroj vody pro zásobování pitnou vodou v oblastech Žatecka a územích na rozhraní Karlovarského a Ústeckého kraje. Již v současné době bývají na Žatecku, především v letních měsících, akutní nedostatky vody ve vodních tocích. 